# ニューシェパード
ニューシェパード
ニューシェパード2号機
- 用途：RLV
- 製造者：ブルーオリジン
- 初飛行：2015年4月29日
- 運用状況：運用中

ニューシェパード (New Shepard) は、アメリカ合衆国の宇宙企業ブルーオリジン社が開発運用する垂直離着陸型の再使用型であり、弾道飛行用の有人宇宙船である。ニューシェパードの名前はアメリカ初の宇宙飛行士であるアラン・シェパード宇宙飛行士に因んでいる。

## 概要

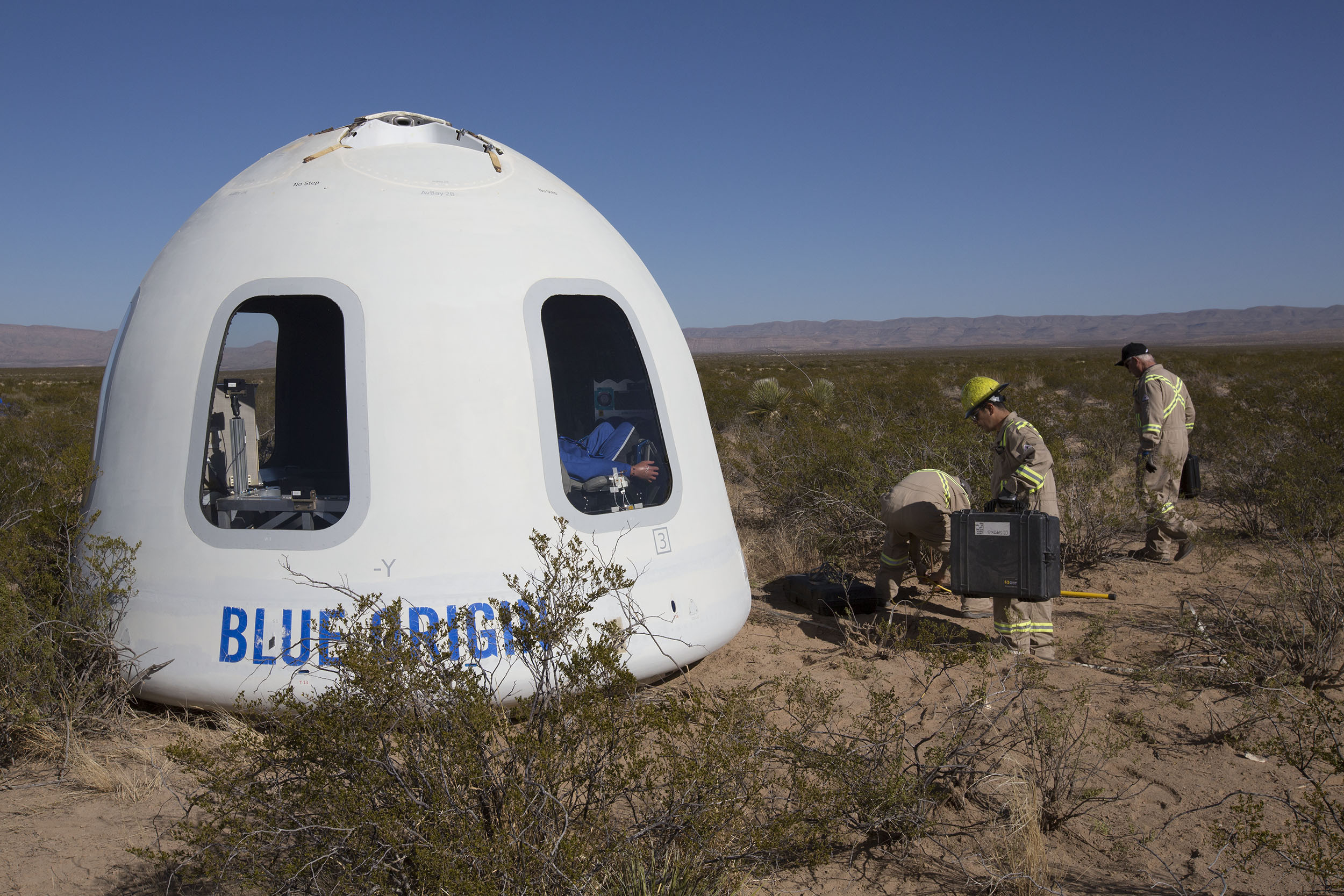
ニューシェパードのカプセル

ニューシェパードは、射場から垂直に上昇して約2.5分間のエンジン噴射を行い、約5分間無重力状態で飛行する。その後、クルーカプセルは分離されパラシュートで降下、残りの機体は垂直に降下して着陸するコンセプトである。1回の飛行時間は10分から15分とされる。組み立て工場はワシントン州シアトルの近くにあり、打上げはテキサス州カルバーソン郡の郡庁所在地であるバン・ホーンの郊外に建設されたローンチサイト・ワンで実施している。ブルーオリジン社はAmazon.comの創業者であるジェフ・ベゾスの出資により設立された。 
2015年に宇宙との境界線である高度100kmのカーマン・ラインを超える打ち上げに成功、2021年には初の有人打ち上げにも成功しており、2025年2月現在10回の有人宇宙飛行を実施している。

## 設計
ニューシェパードは単段式の垂直離着陸機として計画されており、その設計思想はDC-Xとほぼ同じである。質量は54トン、エンジンの推力は1000キロニュートンであり、高度100kmへの商業弾道飛行を目指している。
エンジンは液体酸素と液体水素を燃料とするBE-3を使用する。BE-3は垂直離着陸に必要なスロットリング機能を持ち、490kNから89kNまで推力を調整できる。燃料サイクルには、J-2Sロケットエンジンでテストされた、燃焼室で発生したガスでターボポンプを駆動するタップオフサイクルが採用されている。BE-3の設計、開発、製造は全てブルー・オリジン社内で行われ、ジョン・C・ステニス宇宙センターで合計30,000秒に上る450回以上の燃焼試験が実施された。

## 沿革
- 2006年11月13日、試験機の初飛行に成功し、高度87mに到達した。
- 2011年8月末、別の新しい試験用の機体の飛行試験中に爆発を起こし失敗した。この飛行では高度14,000mに到達した。
- 2015年4月29日、ニューシェパードの初打ち上げを実施。機体は高度93.5km、最大速度マッハ3に到達、クルーカプセルの分離ならびに回収に成功した。しかし打ち上げ機については、降下中の油圧系の圧力低下により回収に失敗した。[5]
- 2015年11月23日、ニューシェパード2号機の初打ち上げ。機体はカーマンラインを超え、宇宙空間とみなされる高度100.5kmに到達、さらに今回はクルーカプセルの回収に加え、打ち上げ機の垂直離着陸も達成した。[6]
- 2016年1月22日、ニューシェパード2号機の2回目の打ち上げ。この打ち上げでは、前回の打ち上げで回収した機体を整備したものが用いられた。機体は再び高度101.7kmまで到達、その後再度の垂直着陸を果たした。垂直離着陸式のロケットが実際に再使用され、再度宇宙空間に到達したのはこれが史上初となる。[7]
- 2016年6月19日、ニューシェパード2号機の4回目の打ち上げ。この打ち上げでは、クルーカプセルのメインパラシュート3つのうち1つが開かなかったという想定でのクラッシュテストが行われた。また、打ち上げの様子が初めてライブ配信された。[8]
- 2016年10月5日、ニューシェパード2号機の5回目の打ち上げ。以後は3号機に移行した。
- 2017年12月12日、ニューシェパード3号機ならびに新型クルーカプセルの初打ち上げ。
- 2021年1月14日、ニューシェパード4号機の初打ち上げ[9][10]。
- 2021年7月20日、初の有人ミッションNS-16（英語版）に成功（4号機）。ジェフ・ベゾスとその弟のマーク（英語版）、オランダ出身の18歳のオリバー・デーメン（英語版）、初の女性宇宙飛行士候補「マーキュリー13」に選ばれながらも宇宙に行けなかった82歳のウォリー・ファンクの4人が搭乗した。デーメンは史上最年少、ファンクは史上最高齡の宇宙飛行士となった。
- 2022年9月12日、無人の科学ミッションNS-23（英語版）（3号機）でエンジントラブルによる初の打ち上げ失敗。緊急脱出システムによりカプセルは無事帰還した。[11]
- 2023年12月19日、無人の科学ミッションNS-24（英語版）による飛行再開。
- 2024年5月19日、事故後初となる有人ミッションNS-25（英語版）に成功[12]。前回の史上最高齡の宇宙飛行士ウォリー・ファンクを更新し90歳のエド・ドワイト（英語版）、教師向けのソフトエンジニア支援を行う非営利団体Science Buddies（英語版）の創始者ケネス・ヘス（英語版）ら6人が搭乗していた[13]。